# Leah Chishugi
Leah Chishugi, née en 1976, est une ⁣⁣congolaise⁣⁣, ⁣ survivante tutsie du génocide rwandais, également autrice et humanitaire. Elle est la fondatrice de l'association caritative Everything is a Benefit, qui milite au nom des survivantes des viols durant les guerres civiles au Congo et autres atteintes aux droits humains lors des premier et deuxième conflits civils en République démocratique du Congo (RDC).

## Biographie
Chishugi a grandi à Goma, une ville de la RDC, juste à la frontière avec le Rwanda. À dix-sept ans, elle déménage au Rwanda et se marie, puis donne naissance à un fils. 
Chishugi, qui a neuf frères et sœurs, se trouve à l'aéroport de Kigali le 6 avril 1994 lorsque le président Juvénal Habyarimana a été assassiné.
En 1994, elle fuit le génocide qui se déroule au Rwanda et va en Grande-Bretagne en tant que réfugiée. Elle y travaille comme infirmière.
En 2008, elle rentre chez elle pour livrer de la nourriture et des médicaments, et consternée par ce qu'elle découvre, elle commence à interroger des survivantes de viol dans les villages qu'elle visite. Chishugi loue un transport à Bukavu puis se rend à Walungu, lorsque la route devient impraticable, elle marche. Elle déclare que « les forêts étaient jonchées de cadavres » et sur une période de deux mois, elle interroge environ 400 victimes de viol. Elle documente les âges, les noms et les lieux des attaques, ainsi que l'origine ethnique des auteurs. La plus jeune survivante qu'elle ait documentée avait un an et l'aînée avait quatre-vingt-dix ans,,.
En 2010, elle écrit A Long Way From Paradise: Surviving The Rwandan Genocide, qui raconte son évasion du génocide,,,.

## Publications
- (en) Leah, A long way from paradise : surviving the Rwandan genocide, Virago, 2010 (ISBN 978-1-84408-657-3 et 1-84408-657-7, OCLC 651076429).